# Bohemund von Tarent

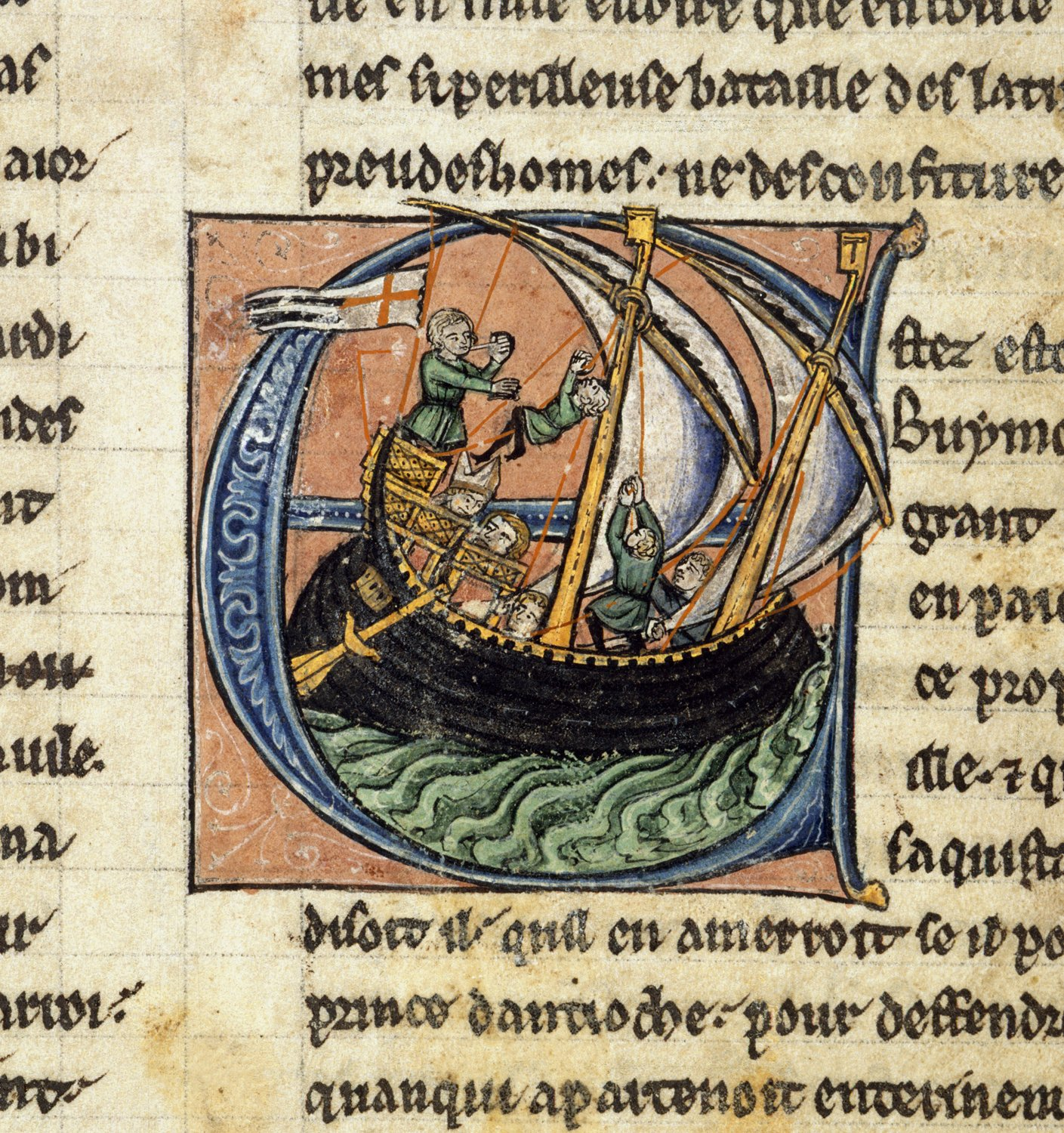
Bohemund und der Patriarch Daimbert reisen 1104 nach Apulien zurück. Miniatur aus einer Ausgabe der Histoire d'Outremer, 13. Jahrhundert.

Bohemund von Tarent (auch: Boëmund, Bohemond, Bohemund I., Bohemund von Antiochia etc.) (* 1051/1052; † 7. März 1111) aus dem normannischen Adelsgeschlecht Hauteville war ab 1085 Fürst von Tarent, ab 1096 einer der Anführer des Ersten Kreuzzugs und ab 1098 Fürst von Antiochia.

## Leben
Bohemund war der älteste Sohn von Robert Guiskard und dessen erster Frau Alberada von Buonalbergo (Aubrée de Bonauberge). Er wurde vermutlich in San Marco Argentano in Kalabrien geboren. Eigentlich auf den Namen Marcus getauft, gab sein Vater, nachdem er eine Geschichte über einen Riesen Buamundus gehört hatte, dem von Geburt an riesigen Kind den Namen Bohemund.
Er nahm am griechischen Feldzug seines Vaters (1080–1085) gegen Alexios I. teil und führte die Normannen während der Rückkehr seines Vaters nach Süditalien (1082–1084) bis nach Thessalien, wo er von Alexios schließlich zurückgeschlagen wurde.

### Fürstentum Tarent
Nach des Vaters Tod (1085) wurde Bohemund mit Tarent belehnt, nicht jedoch mit dem lukrativeren Apulien, das sein Halbbruder Roger Borsa erhielt.

### Erster Kreuzzug
1096 griffen Bohemund und sein Onkel Roger I. Amalfi an, das sich erhoben hatte. Als Gruppen von Kreuzfahrern auf dem Weg nach Konstantinopel durch Italien zogen, schloss sich Bohemund ihnen im Herbst dieses Jahres mit einem eigenen Kontingent an, setzte Ende Oktober über die Adria in das heutige Albanien und zog über die alte Via Egnatia nach Osten. Er selber erreichte Konstantinopel am 10. April 1097. Sein Heer, nun unter seinem Neffen Tankred, verlor an Disziplin, plünderte vielerorts und kam erst einen halben Monat später, am 26. April 1097 in Konstantinopel an. Kaiser Alexios, der um den Kreuzzug zur Hilfe gegen die Seldschuken gebeten hatte, war von der großen Zahl an Kreuzfahrern überrascht. Er ließ den Normannen mit seinem Heer nach Kleinasien übersetzen, nachdem er einen Eid geleistet hatte, der vorsah, eroberte Gebiete, welche das Byzantinische Reich verloren hatte, an Alexios zu übergeben. Bohemund war nach der Durchquerung Kleinasiens und der Schlacht von Doryläum der faktische Anführer des Ersten Kreuzzugs.

### Fürst von Antiochia
Als Politiker war Bohemund entschlossen, den Enthusiasmus der Kreuzfahrer für seine eigenen Ziele einzuspannen. Er war der Erste, der (im Oktober 1097) vor Antiochia Stellung bezog und hatte großen Anteil an der Belagerung der Stadt. Durch Verrat gelang am 2. Juni 1098 die Eroberung Antiochias, aber erst der Sieg über Kerbogas großes Entsatzheer während der folgenden Belagerung durch die Muslime sicherte den Besitz der Stadt, die Bohemund im Folgenden auch gegen Raimund IV. von Toulouse als eigenes Fürstentum behauptete. Bohemund blieb in Antiochia, während die übrigen Kreuzfahrer sich auf den Weg nach Süden machten, zur Belagerung Jerusalems.
Erst zum Ende des Jahres 1099 pilgerte er zusammen mit Balduin von Boulogne nach Jerusalem und erfüllte damit sein Kreuzzugsgelübde. Im Dezember 1099 wurde er dort vom apostolischen Legaten und Patriarchen von Jerusalem Daimbert von Pisa offiziell mit dem Fürstentum Antiochia belehnt.
Nach dem Tod des Gottfried von Bouillon am 18. Juli 1100 wurde Bohemund auch die Krone von Jerusalem angetragen. Die Annahme wurde ihm aber unmöglich, da er noch im selben Jahr in die Gefangenschaft des Danischmenden-Emirs Danischmend Ghazi geriet, aus der er sich erst 1103 mit Hilfe des Gregorios Taronites loskaufen konnte. Nach einer erfolglosen Unternehmung gegen Hârran (siehe Schlacht von Harran), die seine Pläne vereitelte, sein Herrschaftsgebiet nach Osten auszudehnen, kehrte Bohemund 1104 wieder nach Italien zurück, um ein Heer zu sammeln.

### Ehe
Auf seiner Reise durch Europa gewann er 1106 die Hand von Konstanze, der Tochter des französischen Königs Philipp I. Abt Suger von Saint-Denis beschrieb die Hochzeit wie folgt:
Bohemund kam nach Frankreich, um mit allen Mitteln die Hand von Herrn Ludwigs jüngerer Schwester Konstanze zu erlangen, einer jungen Frau von außergewöhnlicher Erziehung, eleganter Erscheinung und schönem Gesicht. So groß war der Ruf der Tapferkeit des französischen Königreichs und des Herrn Ludwig, dass sogar die Sarazenen bei der Aussicht auf diese Hochzeit erschreckt waren. Sie war nicht versprochen, da sie die Vereinbarung mit Hugo, Graf von Troyes, gebrochen hatte, und eine weitere ungeeignete Partie zu vermeiden wünschte. Der Fürst von Antiochia war erfahren und reich sowohl an Geschenken als auch Versprechen; er verdiente die Heirat völlig, die mit großem Prunk durch den Bischof von Chartres in Anwesenheit des Königs, der Herrn Ludwig und vieler Erzbischöfe, Bischöfe und Edelmänner des Reiches zelebriert wurde.
Mit Konstanze hatte er zwei Söhne. Der Ältere, Bohemund II. (* 1108; † 1130), wurde sein Erbe und Nachfolger. Der Jüngere, Johann (* vor 1111; † 1115/1120), starb jung in Apulien.

### Kampf gegen Byzanz

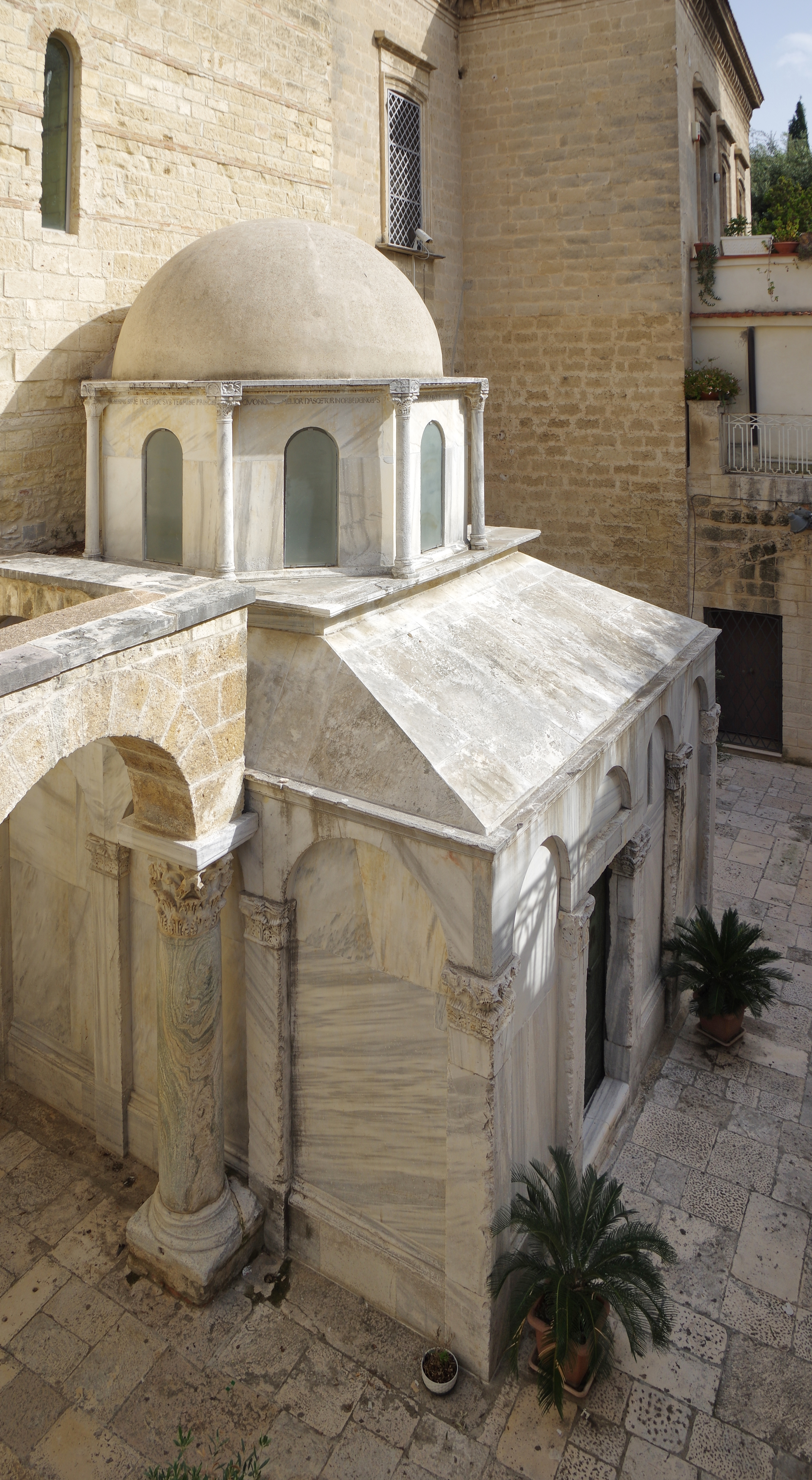
Bohemunds Mausoleum neben der Kathedrale von Canosa

Geblendet durch den Erfolg entschloss sich Bohemund, seine Armee nicht für die Verteidigung Antiochias gegen die Griechen, die ihn nach Harran von Kilikien aus angegriffen hatten, sondern für den direkten Angriff auf sie einzusetzen. Er wandte sich gegen Dyrrhachion, aber Alexios I., unterstützt von Venedig, erwies sich als zu stark, so dass Bohemund sich 1108 dem erniedrigenden Vertrag von Devol unterwerfen musste, in dem er den byzantinischen Kaiser als Lehnsherren anerkannte.
Bohemund starb 1111, ohne in den Osten zurückzukehren, und wurde in Canosa in Apulien begraben.
Siehe auch: Geschichte von Tarent